# Alpha TV
Alpha TV ist der drittgrößte griechische Privatfernsehsender. Er verfügt über eine landesweite Sendelizenz.
Die Sendezentrale des Senders liegt bei Kantza, einem östlichen Vorort Athens. Zwischen 2008 und 2012 hielt die RTL Group die Mehrheitsrechte am Sender.

## Geschichte
Der Sender wurde 1993 durch den griechischen Zeitungsverleger Ioannis Alafouzos gegründet und ging am 20. September des gleichen Jahres mit dem Namen SKAI auf Sendung. Knapp sechs Jahre später wurde der Sender in Alpha umbenannt, die Umbenennung erfolgte kurz nach Aufkauf des privaten Fernsehsenders durch den griechischen Geschäftsmann Dimitris Kontominas. Am 24. September 2008 stieg die RTL Group beim Fernsehsender ein, der Verkauf wurde im Dezember von der Landesmedienanstalt genehmigt und galt am 17. Dezember als abgeschlossen. Der Medienriese aus Luxemburg hielt mit 66,6 % die absolute Mehrheit, Kontominas behielt 33,4 % des Sendereigentums. Im Jahr 2012 kaufte Kontominas die Anteile wieder zurück und die RTL Group zog sich aus der griechischen Medienwelt zurück.

## Programm
Durch den Aufkauf des Fernsehsenders durch die RTL Group erhielt er eine neue Programmstruktur. Ebenfalls etablierte der Sender neue, in Griechenland unbekannte Fernsehformate wie Dokureality-Shows, Real-Life-Formate und steigerte seine Reichweite vor allem in der werberelevanten Zielgruppe, die in Griechenland bei 15 bis 44 Jahren festgesetzt ist.

### Morgens
Von Montag bis Freitag strahlt ALPHA zahlreiche Unterhaltungs- und Nachrichtensendungen aus. Von 7:00 bis 10:00 Uhr wird ein Morgenmagazin unter dem Namen Pano stin Ora ausgestrahlt. Im Anschluss folgt eine dreistündige Unterhaltungsliveshow, welche mit Klatsch und Tratsch, dem täglichen Horoskop für alle Sternzeichen, Kochrubriken, Interviews und Gesundheitsthemen gefüllt ist. Die Moderation des Formats übernimmt Eleni Menegaki. Besonders beim weiblichen Publikum erzielt man beim Kafes me tin Eleni (Kaffee mit Eleni) hohe Einschaltquoten.
Am Wochenende überträgt ALPHA um 10 Uhr das Morgenmagazin Mes tin Kali Chara (Völlig in Freude), welches mit der Unterhaltungsliveshow Kafes Me tin Eleni verglichen werden kann.
Montag–Freitag
- 07.00–10.00: Pano Stin Ora / Auf den Punkt
- 10.00–13.00: Kafes me tin Eleni / Kaffee mit Eleni

Wochenende
- 10.00–14.00 Mes tin kali Chara / Völlig in Freude

### Mittags
Um 13 Uhr wird die erste Nachrichtensendung mit der Journalistin Maria Nikoltsiou gesendet. Die 15-minütige Sendung besteht aus nationalen und internationalen Nachrichten, der Schwerpunkt liegt in politischen und wirtschaftlichen Tagesthemen. Um 13:15 wird die Sendung Kous Kous to mesimeri (Tratsch zum Mittag) übertragen. Das Boulevardmagazin analysiert und befasst sich mit Themen über Prominente aus dem In- und Ausland. Um 16 Uhr folgt die absonderliche Livesendung Deste Tous (Fesselt sie), die sich auf spielerisch komischer Weise mit zahlreichen Themen aus der Fernsehwelt befasst. Im Anschluss wird eine 5-Minütige Nachrichtensendung für Gehörlose ausgestrahlt, die, genauso wie die Nachrichtensendung um 13 Uhr, von Maria Nikoltsiou moderiert wird. Ikogenies Istories heißt es ab 18 Uhr. Die Pseudo-Doku-Soap ist eine griechische Adaption der Familien im Brennpunkt. Um 19 Uhr folgen die Hauptnachrichten, die vom griechischen Journalisten Antonis Sroiter moderiert werden. Neben einer Auswahl an breiten politischen und wirtschaftlichen Themen wird der Zuschauer auch über Lifestylethemen informiert.
Montag–Freitag
- 13:00–13:15 Alpha News
- 13:15–16:00 Kous Kous to mesimeri / Tratsch zum Mittag
- 16:00–17:55 Deste Tous / Fesselt sie
- 17:55–18:00 Alpha News
- 18:00–19:00 Ikogeniakes Istories / Familien im Brennpunkt
- 19:00–20:00 Alpha News

Jeden Samstag überträgt der Fernsehsender seine Mittagsnachrichten um 14 Uhr. Wie auch werktags ist die Dauer auf 15 Minuten begrenzt. Moderiert werden die Wochenendausgaben von der Journalistin Efi Alivizou. Im Anschluss folgt die britische Realityshow How Clean is your House?. Ab 15 Uhr folgen jeweils Wiederholungen aus der werktäglichen Prime Time. Unterbrochen wird diese Programmschiene nur ab 17 Uhr. Dann laufen die Nachrichten für Gehörlose. Die Hauptnachrichten um 19 Uhr moderiert Nikos Manesis.
Samstag
- 14:00–14:15 Alpha News
- 14:15–15:00 How Clean is your House?
- 15:00–17:00 Wiederholungen aus der Prime Time
- 17:00–17:05 Alpha News
- 17:05–19:00 Wiederholungen aus der Prime Time
- 19:00–20:00 Alpha News

Sonntags laufen, genauso wie samstags die Mittagsnachrichten um 14 Uhr. Im Anschluss folgt die Horoskopsendung Stars System. Die Astrologin Asi Biliou befasst sich in ihrer Sendung mit den 12 Sternzeichen. Ab 15 Uhr folgen zwei Dokumentarsendungen aus Amerika: Underdog To Wonderdog und Outrageous Animals. Für fünf Minuten läuft das Nachrichtenprogramm für Gehörlose moderiert von Evi Alevizou. Ab 17:05 wird das Samstagabendprogramm wiederholt. Die Hauptnachrichten um 19 Uhr moderiert Nikos Manesis auch am Sonntag.
Sonntag
- 14:00–14:15 Alpha News
- 14:15–15:00 Stars System
- 15:00–16:00 Kounontas tin Oura (Underdog To Wonderdog)
- 16:00–17:00 Ta pio apatimena zoa tou planiti (Outrageous Animals)
- 17:00–17:05 Alpha News
- 17:05–19:00 Wiederholungen aus der Prime Time
- 19:00–20:00 Alpha News

### Primetime Herbst
Für den Privatsender ALPHA beginnt die Primetime um 20 Uhr. Dann wird das erfolgreiche Real-Life-Kochformat Kati Psinete ausgestrahlt. Die Sendung ist in Deutschland unter dem Titel Das perfekte Dinner erfolgreich beim Sender VOX etabliert. Ab 21 Uhr strahlt der Sender dann wöchentliche Sendungen aus. Darunter eine Filmzone am Montag, die sich ALPHA BLOCK OFFICE nennt. Dienstags läuft die erfolgreichste Sendung des Senders, Al Tsantiri Niouz. Der Moderator, Schauspieler und Kolumnist Lakis Lazopoulos leitet durch die satirische Sendung, welche beim werberelevanten Publikum sogar auf 60 % Einschaltquote kommt. Mittwochs laufen die Real-Life-Formate Gia Logariasmo sas (Für ihr Konto), eine griechische Adaption zu Raus aus den Schulden und Spiti apo tin Archi (Ein Haus von Anfang an), das Menschen beim Renovieren von Häusern hilft. Donnerstags überträgt der Sender die Sendung Pame Paketo, welche Menschen zueinander führt, sowie Efialtis stin Kouzina (Ein Alptraum in der Küche). Freitags setzt der Sender auf eine Wiederholung aus der am Dienstag ausgestrahlten Folge von Al Tsantiri Niouz.
- 20:00–21:00 Kati Psinete / Das perfekte Dinner
- MO 21:00–23:00 Alpha Box Office
- DI 21:00–23:00 Al Tsantiri News
- MI 21:00–22:00 Gia Logariasmo sas / Raus aus den Schulden
- MI 22:00–23:00 Spiti apo tin Archi / Ein Haus von Beginn an
- DO 21:00–22:00 Pame Paketo / Wir gehen zusammen
- DO 22:00–23:00 Efialtis stin Kouzina / Kitchen Nightmares
- FR 21:00–23:00 Al Tsantiri News (Wiederholung)

Von Montag bis Mittwoch überträgt der Fernsehsender von 23:00 bis Mitternacht die Sendung Ikogeniakes Istories. Dabei handelt es sich hauptsächlich um bereits ausgestrahlte Folgen. Donnerstags läuft die Late-Night-Show Vrady me ton Petro Kostopoulo (Abend mit Petros Kostopoulos). Freitags sendet ALPHA von 23 bis 1 Uhr einen amerikanischen Spielfilm. Die Spielfilmzone trägt den Namen ALPHA BOX OFFICE.

### Serien
ALPHA TV übertrug in der Vergangenheit folgende Serien:
- Baywatch – Die Rettungsschwimmer von Malibu (USA)
- Sex and the City (USA)
- King of Queens (USA)
- Beverly Hills, 90210 (USA)
- Melrose Place (USA)
- Die Nanny (USA)
- Aci Hayat (Türkei)
- Alarm für Cobra 11 (Deutschland)
- 504 chiliometra voria tis Athinas / 504 Kilometer nördlich von Athen (Eigenproduktion, 2004)
- Ach ke na kseres / Wenn Du nur wüsstest (Eigenproduktion, 2002)
- Akrovatontas / Jonglieren (Eigenproduktion, 2003)
- Alithini Erotes / Wahre Liebe (Eigenproduktion, 2007)
- Amore Mio (Eigenproduktion, 1999)
- An me agapas / Wenn du mich liebst (Eigenproduktion, basiert auf die italienische Serie Incantessimo, 2006–2008)
- Angeli tu misus / Engel des Hasses (Eigenproduktion, 2000)
- Archipelagos / Archipel (Eigenproduktion, 2004)
- Babystyle (Eigenproduktion, 1999)
- Dekati Entoli / Das zehnte Gebot (Eigenproduktion, 2004–2007)
- Echo ena mistiko / Ich habe ein Geheimnis (Eigenproduktion, 2008)
- Gia panta files / Für immer Freundinnen (Eigenproduktion, 2002–2004)
- Ola stin taratsa / Alles auf die Taratze (Eigenproduktion, 2004)
- Ola tu gamou diskola / Hochzeitsschwierigkeiten (Eigenproduktion, 2004)
- Veloudo apo metaksi / Wenn Du nur wüsstest (Eigenproduktion, 2002)
- Vita Queen (Eigenproduktion, 2008)

## Weitere Formate bzw. Sendungen
Der Fernsehsender sendete folgende Formate in Griechenland
- Agrotis Monos Psachni / Bauer sucht Frau
- Big Brother Griechenland (2010–2011)
- Big in Japan (2008–2009)
- Distraction (2007)
- Exclusive / Exclusiv – Das Starmagazin (2009)
- Fatus Olus / 1 gegen 100 (2008)
- Hotel Inspector / Der Hotelinspektor (2009)
- O Ypopsifios / The Apprentice (2007)
- Password (2008)
- Pios Theli na gini ekatomiriuchos / Who Wants to Be a Millionaire? (2006)
- Rantevou sta tyfla / Herzblatt (2007)
- Ten / Die 10 (2009)
- Tha pis ke ena tragoudi / Singing Bee (2007)